# Hoonah
Hoonah è una città degli Stati Uniti d'America, situata nella Census Area di Hoonah-Angoon, nello Stato dell'Alaska. La comunità è situata su Chichagof Island.